# رفاعة بن عبد المنذر
رفاعة بن عبد المنذر (المتوفي سنة 3 هـ) صحابي من الأنصار من بني أمية بن زيد من الأوس، بايع النبي محمد بيعة العقبة الثانية. وبعد الهجرة النبوية، شهد رفاعة مع النبي محمد غزوتي بدر وأحد التي قُتل فيها سنة 3 هـ. اختلف المؤرخون حول شخص رفاعة، فقال أبو نعيم الأصبهاني أن رفاعة وأبو لبابة شخص واحد، بينما فرّق بينهما ابن منده وابن سعد وابن إسحاق وابن الكلبي.